# Tortiglioni
Les tortiglioni sont des pâtes alimentaires cylindrique avec des rainures spiralées extérieures et une coupe perpendiculaire. Ils mesurent de 36 à 48 mm de long, de 6,5 à 13,5 mm de diamètre avec une épaisseur de 1 à 1,1 mm.
Les rainures sur les pâtes permettent de retenir les sauces et la forme spiralée fixerait les morceaux de viande hachée, de légume ou de fromage, ce qui en fait une pâte polyvalente.

## Dénomination
Tortignioni vient de l'italien tortiglione, « tortillon », rayé en spirale (terme utilisé pour les canons[pas clair]), tortuglio, tortuoso, « tortueux ». Par exemple, les chenilles tordeuses de la vigne se disent aussi tortiglioni.

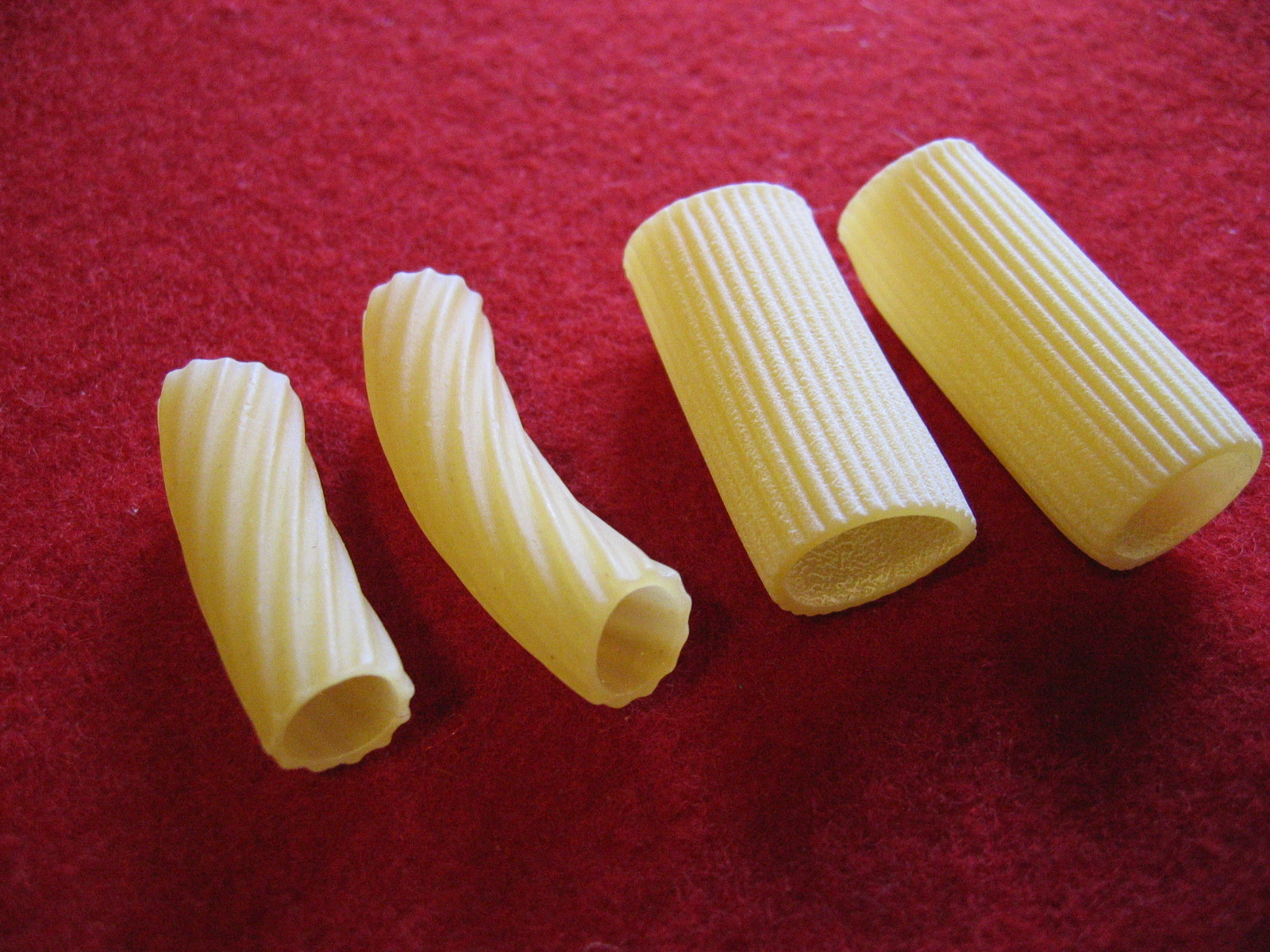
À gauche, tortiglioni industriels, à droite rigatoni sortis de l'extrudeuse en bronze artisanale.

On distingue les tortiglioni d'autre pâtes tubulaires striées en spirales : les elicoidali. Il en existe des versions cylindriques et aussi coudées comparables aux riccioli, aux fusilli et aux eliche grandi. Parmi les cylindriques tubulaires, elles sont plus grandes que les grandi rigati et plus petites que les millerighe, les rigatoni et les tufali rigati dont les stries sont toutes droites.
Il existe des pâtes tubulaires hélicoïdales aux stries spiralées appelées cavatappi (tire-bouchon) ou cellentani.  Elles figurent telles des synonymes de tortiglioni dans une page anglophone non sourcée.

## Histoire
L'origine est inconnue selon Franco Marenghi dans Tutpasta. La mention est ancienne, Bartolomeo Scappi, en 1570, donne souvent dans ses menus les tortiglioni ripieni alla lombarda (tortiglioni farcis à la lombarde, sauce tomate avec poivrons, lardons, oignon et fromage taleggio), plus rarement ripieni alla milanese (chair à saucisse, safran, crème, parmesan), et aussi à la purée d'oseille, le plus souvent terminés au four.

## Accommodement

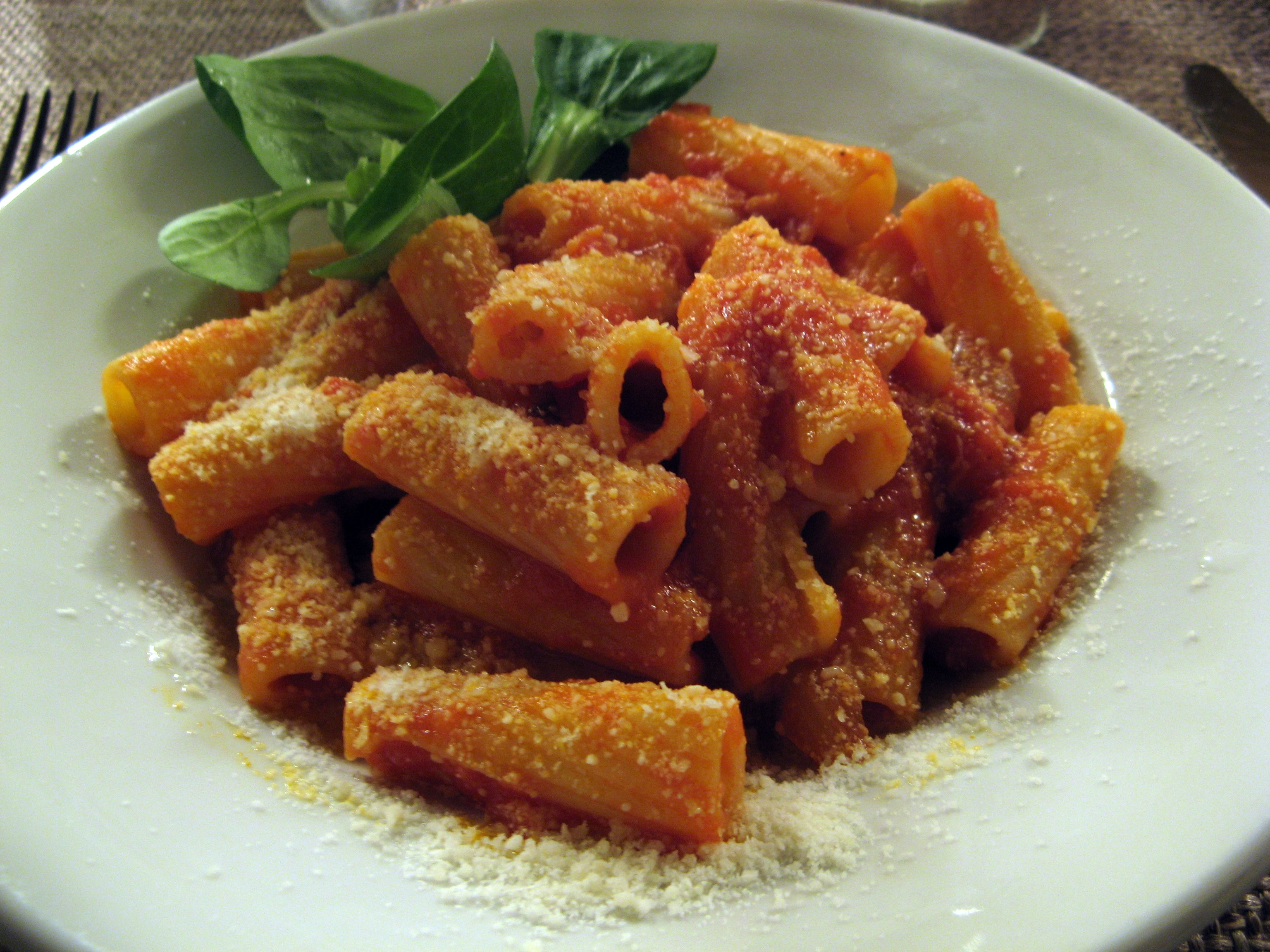
Tortiglioni alla amatriciana (tomate, oignons, piment).

La garniture se doit d'être consistante. Servis chauds, ils sont accompagnés de légumes cuits : poivrons, carottes, haricots verts et gorgonzola, aux artichauts, brocolis avec sauce soja et huile d'olive, avec des petits pois, à la chicorée amère, asperges, potiron.
En 2006, Air France servait des tortiglioni à la fondue de tomates.

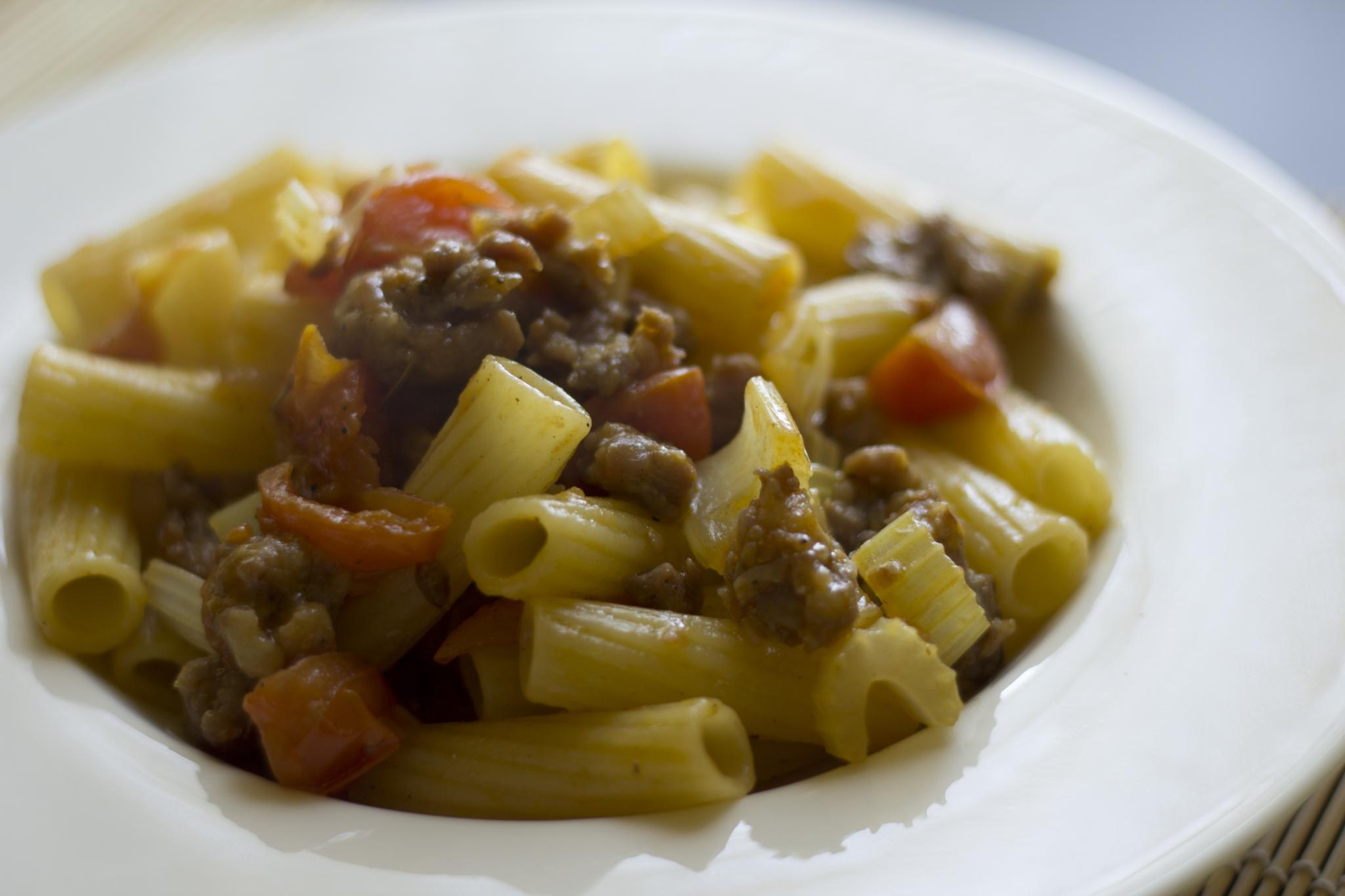
Tortiglioni alla salamella (chair à saucisse à base de porc).

De même, l'accommodement d'une sauce riche (« denses et corsées ») peut être à base de hachis de viande ou de poisson : tortiglioni alla napoletana sur la base du ragù alla napoletana (chair à saucisse, lard, ail, tomates, raisins) ou au ragù à la crème, tortiglioni alla crema di ragù(viande de veau). Barilla, en 1982, indique les tortiglioni comme accompagnement « naturel » de la carbonara (œuf, guanciale, pecorino). On trouve aussi aux sardines, pignons, raisins secs et fromage, aux œufs de saumon et à la vodka, au thon et au maïs. Les tortigioni au fromage de chèvre (tortiglioni di caprino) sont cités à Pise. Les tortiglioni se font souvent en gratin, au four : pasticci al forno.
Les tortiglioni froids se préparent en salade (avec tomate, huile d'olive et ciboule), aux olives vertes et aux câpres.

### Digestibilité
Une étude publiée par des chercheurs nantais a montré que le temps de mastication des tortiglioni (19 sec. mesuré sur douze volontaires), cuits 17 min (Barilla donne 12 min), est du même ordre que celui des spaghettis (20 sec.). Les particules post-mastication sont de 7,5 à 12,5 mm2 avec des tailles médianes et extrêmes légèrement moins favorables pour les tortiglioni. Ces mesures ont été effectuées sur des pâtes sans sauce, ce qui les éloigne des conditions usuelles de consommation.
Il existe des tortiglioni sans gluten, des tortiglioni de maïs, de sarrasin ou d'autres enrichis en fibres.